# Rivaldo Correa
Rivaldo Correa (Santa Marta, Magadalena, Colombia; 7 de septiembre de 1999) es un futbolista colombiano. Juega de delantero y su actual equipo es el Cibao FC de la Liga Dominicana de Fútbol.

## Inicios
Comienza a formarse en la escuela CD Estudiantil de Medellín, donde se destacó en varios torneos de la Liga Antioqueña de Fútbol y en Campeonatos Nacionales Juveniles. En la Selección Antioquia también logró destacarse de gran manera, siendo el goleador y campeón de varios torneos que se disputaron.
Su palmarés goleador en CD Estudiantil y la Selección Antioquia se encuentra distribuido así:
- Goleador en el Torneo Departamental Categoría Juvenil 2016: 23 goles
- Goleador en el Torneo Nacional Categoría Juvenil 2016: 52 goles
- Goleador con la Selección Antioquia en el Campeonato Nacional Juvenil 2016: 15 goles
- Goleador con la Selección Antioquia en el Campeonato Nacional Juvenil 2017: 22 goles

### Rionegro Águilas
Para el segundo semestre de 2017 se confirma su paso a Rionegro Águilas de la Categoría Primera A. Logra su debut como profesional y también lograría marcar su primer gol como profesional ante Independiente Santa Fe. Con Rionegro Águilas disputó 10 partidos y anotó un gol. En su primer semestre como profesional dejó grandes sensaciones.

### Independiente Medellín
El 4 de enero de 2018 fue confirmado como nuevo delantero del equipo rojo Independiente Medellín donde debuta por un torneo internacional, el 13 de abril por la Copa Sudamericana 2018 en la derrota 2-0 en Paraguay ante Sol de América ingresando en el segundo tiempo.

### Comerciantes FC
Para la temporada 2022/23 fue fichado para Comerciantes FC de la Segunda División del Perú, participando en 26 partidos y anotando solo 4 goles. 

### Cibao Futbol Club
El Cibao FC anunció la contratación del delantero colombiano para la temporada 2024 de la Liga Dominicana de Fútbol (LDF) y los compromisos internacionales del conjunto.

## Selección nacional
En enero de 2019 es convocado por la Selección Colombia sub-20 para disputar el Campeonato Sudamericano Sub-20 en Chile.

### Participaciones en juveniles
| Competición                            | Sede  | Resultado   | Partidos | Goles |
| -------------------------------------- | ----- | ----------- | -------- | ----- |
| Campeonato Sudamericano Sub-20 de 2019 | Chile | Clasificado | 8        | 0     |

## Clubes
| Club                   | País     | Año         |
| ---------------------- | -------- | ----------- |
| Rionegro Águilas       | Colombia | 2017        |
| Independiente Medellín | Colombia | 2018        |
| Cortuluá               | Colombia | 2019        |
| Itagüí Leones          | Colombia | 2020        |
| Panserraikos           | Grecia   | 2021 - 2022 |
| Comerciantes F. C.     | Perú     | 2023        |

## Estadísticas
| Club                              | Div                 | Temporada           | Liga  | Liga  | Copa Nacional | Copa Nacional | Copa Internacional | Copa Internacional | Total | Total |
| Club                              | Div                 | Temporada           | Part. | Goles | Part.         | Goles         | Part.              | Goles              | Part. | Goles |
| --------------------------------- | ------------------- | ------------------- | ----- | ----- | ------------- | ------------- | ------------------ | ------------------ | ----- | ----- |
| Rionegro Águilas · Colombia       | 1.ª                 | 2017                | 10    | 1     | 1             | 0             | -                  | -                  | 11    | 1     |
| Rionegro Águilas · Colombia       | Total               | Total               | 10    | 1     | 1             | 0             | 0                  | 0                  | 11    | 1     |
| Independiente Medellín · Colombia | 1.ª                 | 2018                | 9     | 0     | 0             | 0             | 1                  | 0                  | 10    | 0     |
| Independiente Medellín · Colombia | Total               | Total               | 9     | 0     | 0             | 0             | 1                  | 0                  | 10    | 0     |
| Cortuluá · Colombia               | 2.ª                 | 2019                | 23    | 5     | 3             | 2             | -                  | -                  | 25    | 7     |
| Cortuluá · Colombia               | Total               | Total               | 23    | 5     | 3             | 2             | 0                  | 0                  | 25    | 7     |
| Itagüí Leones · Colombia          | 2.ª                 | 2020                | 16    | 5     | 5             | 2             | -                  | -                  | 21    | 7     |
| Itagüí Leones · Colombia          | Total               | Total               | 16    | 5     | 5             | 2             | 0                  | 0                  | 21    | 7     |
| Panserraikos · Grecia             | 2.ª                 | 2021-22             | 6     | 2     | 1             | 0             | -                  | -                  | 7     | 2     |
| Panserraikos · Grecia             | Total               | Total               | 6     | 2     | 1             | 0             | 0                  | 0                  | 7     | 2     |
| Comerciantes F. C. · Perú         | 2.ª                 | 2023                | 26    | 4     | 0             | 0             | -                  | -                  | 26    | 4     |
| Comerciantes F. C. · Perú         | Total               | Total               | 26    | 4     | 0             | 0             | 0                  | 0                  | 26    | 4     |
| Total en su carrera               | Total en su carrera | Total en su carrera | 90    | 17    | 10            | 4             | 1                  | 0                  | 101   | 21    |

## Palmarés

### Campeonatos internacionales
| Título           | Equipo                       | Sede       | Año  |
| ---------------- | ---------------------------- | ---------- | ---- |
| en Suramericanos | Selección de Colombia sub-20 | Cochabamba | 2018 |